# Попова Любов Сергіївна
Любов Сергіївна Попова (24 квітня (6 травня) 1889 — 25 травня 1924, Москва, СРСР) — російська і радянська живописиця, художниця-авангардистка (супрематизм, кубізм, кубофутуризм, конструктивізм), графістка, дизайнерка, театральна художниця.

## Біографія
Народилася 24 квітня (6 травня по новому стилю) 1889 року в маєтку Красновидово (село Іванівське, Московська губернія) у сім'ї багатого підприємця.
Перші уроки малювання Л. Попова брала у художника К. М. Орлова, який був другом її сім'ї.
У 1906 році переїхала в Москву, де здобула середню освіту в гімназії С. А. Арсеньєвої. У 1908 році Попова брала приватні уроки у художній школі Костянтина Юона.
У 1910 році Любов Попова поїхала в Італію, де брала приватні уроки живопису.
У 1912 році відвідала Париж, займалася живописом у Ле Фоконье і Ж. Метценже.
У 1918 році Любов Попова одружилася з істориком мистецтва Борисом Миколайовичем фон Едінгом — автором дослідження «Ростов Великий, Углич», який вийшов в серії «Пам'ятки художньої старовини».
Попова захопилася супрематизмом, стала учасницею групи Казимира Малевича Супремус, разом з іншими художниками-супрематистами працювала в селі Вербівці і Скопці.
Художниця-оформлювачка двох вистав Театру ім. Мейєрхольда в стилі «сценічного конструктивізму» — «Великодушний рогоносець» Ф. Кроммелінка (1922) і «Земля дибки» С. Третьякова за п'єсою М. Мартіна «Ніч» (1923).
23 травня 1924 року помер від скарлатини син Попової.
Любов Сергіївна Попова померла від скарлатини 25 травня 1924 року в Москві.
Похована на Ваганьковському кладовищі.
У грудні того ж року в Москві відбулася персональна виставка робіт художниці, однієї з яскравих представниць російського авангарду в образотворчому мистецтві.
19 грудня 2012 року в честь Попової названий кратер на Меркурії.

## Роботи
- Державна Третьяковська галерея, Москва.
- Державний Російський музей, Санкт-Петербург.
- Національна галерея Канади, Оттава.
- Музей Тіссена-Борнеміси (ісп. Museo Thyssen-Bornemisza), Мадрид.
- Красноярський державний художній музей ім. В. І. Сурікова

## Ціни на роботи
Леонід Закс, власник однієї з найстаріших колекцій російського авангарду сім'ї Закс і кількох картин Любові Попової, в 2010 році говорив про ціни на її роботи:
В кінці 60-х років у Москві продати картину Попової було неможливо ні за які гроші. У середині 80-х її картини купували за 40 тисяч доларів. А зараз, я припускаю, те, що тоді коштувало 40 тисяч, варто тисяч 300-400.

## Галерея

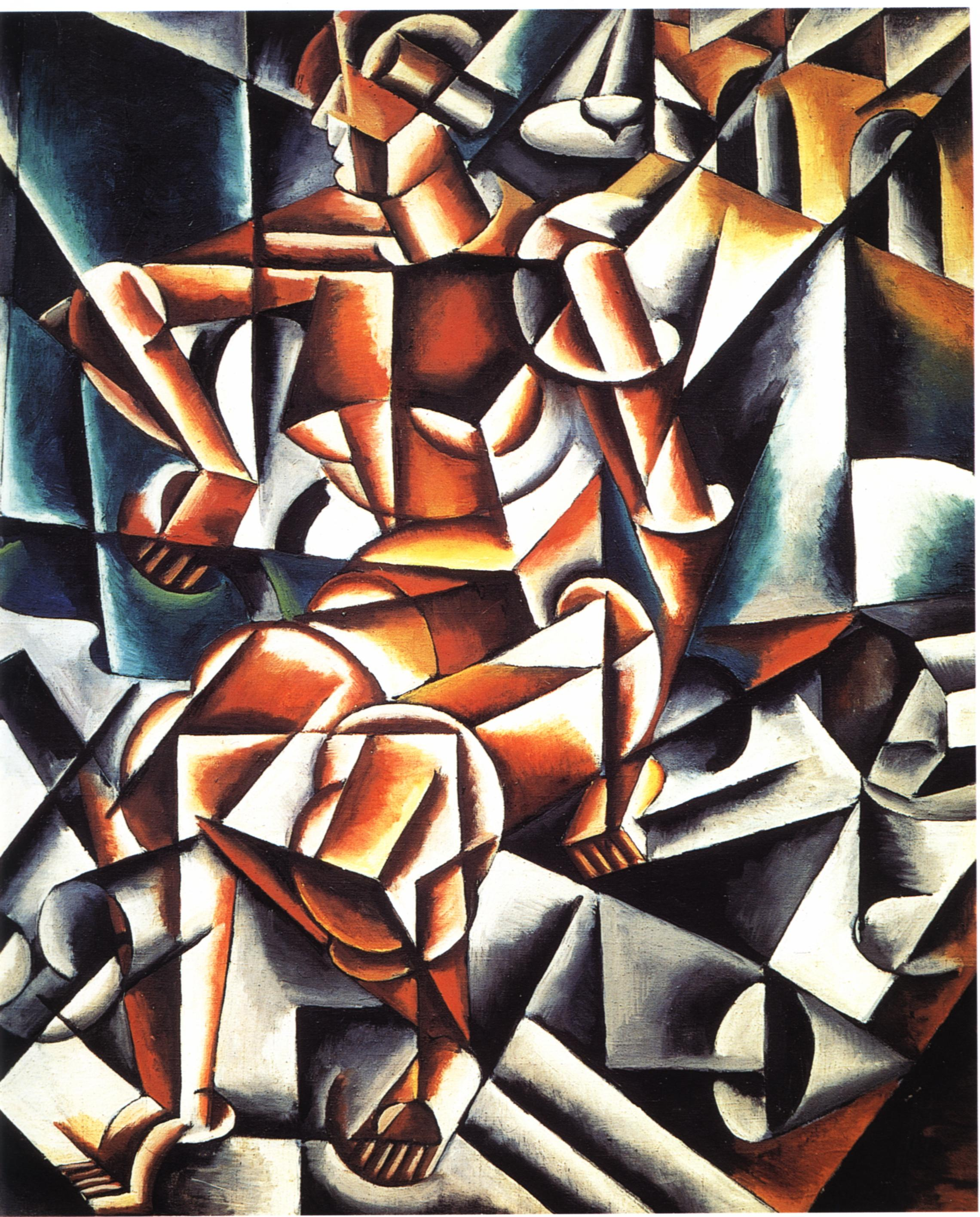
Людина + повітря + простір. 1912
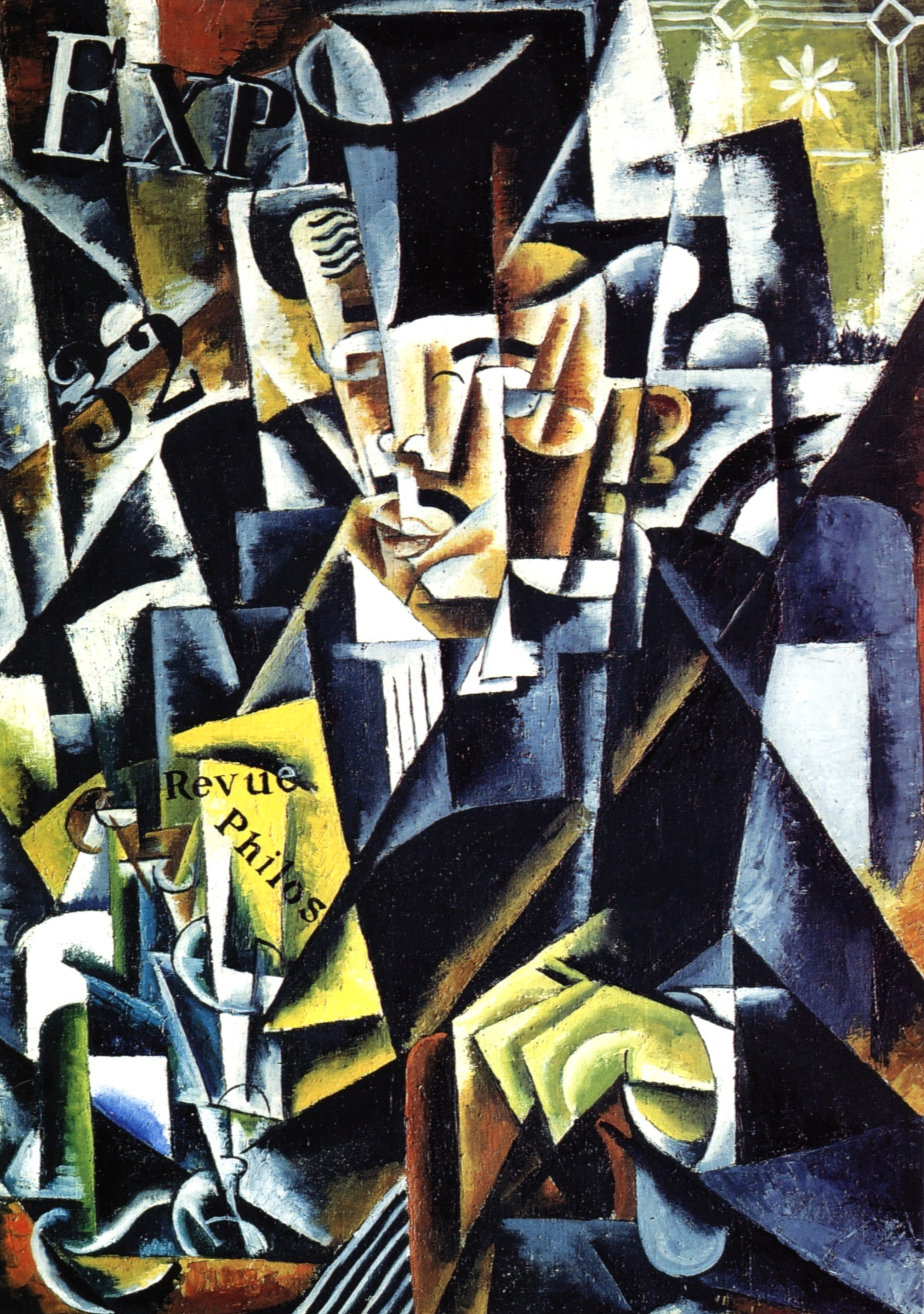
Портрет філософа, 1915
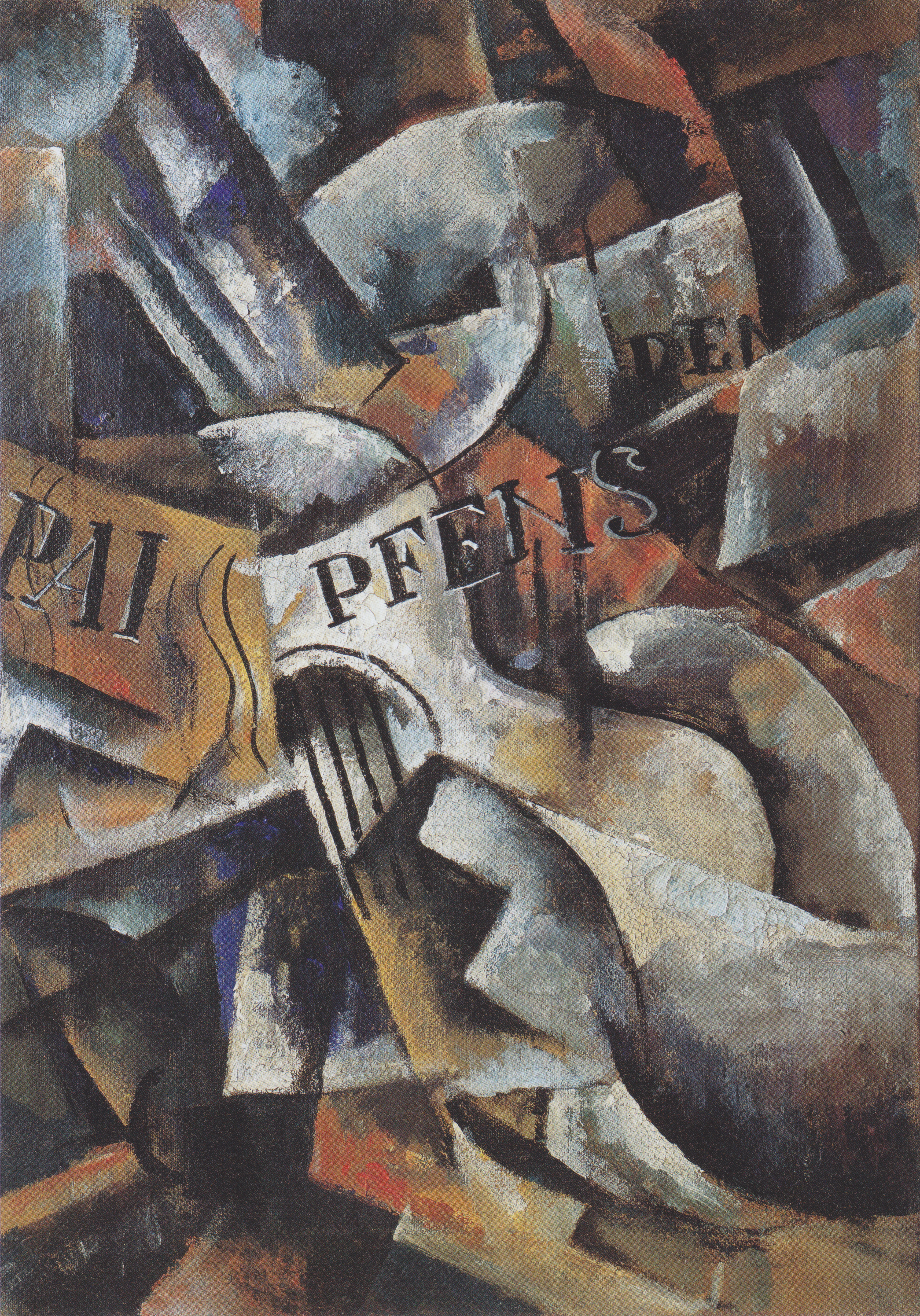
Натюрморт з гітарою, 1915
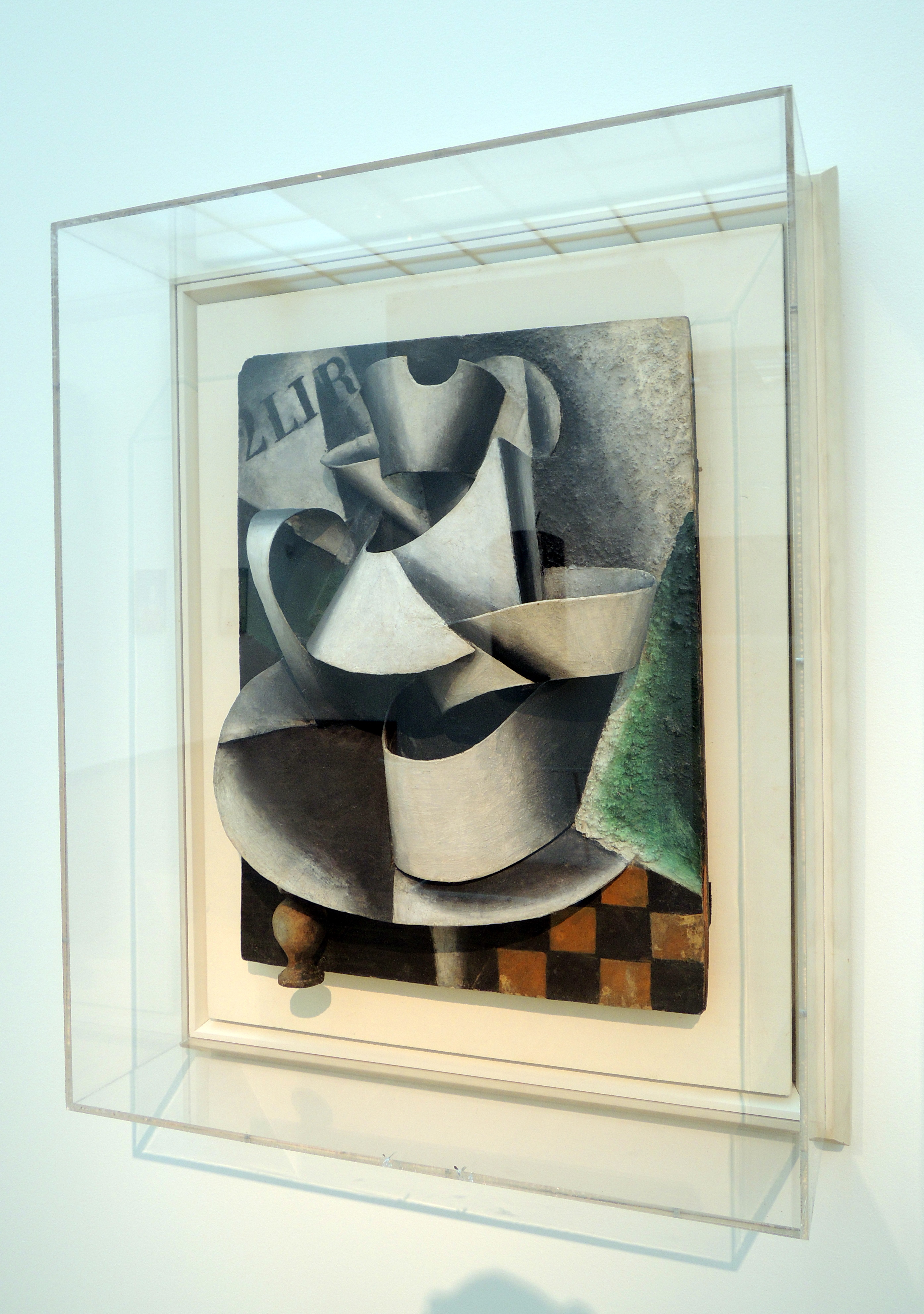
«Глечик на столі. Пластична живопис», 1915. Дерево, картон, олія. ГТГ.
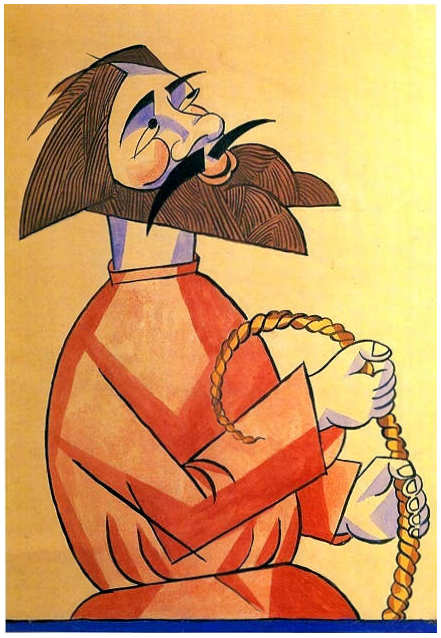
Балда, 1919

### Книги
- Адаскина Н. Л. {{{Заголовок}}}. — 150 прим. — ISBN 978-5-91566-027-3.

### Статті
- Жадова Л. . — № 11.
- Адаскина Н. Л. . — № 10.
- Адаскина Н. Л. .